# Ruta Provincial 55 (San Luis)
La Ruta Provincial 55 es una autopista pavimentada de 458 km que recorre la Provincia de San Luis, Argentina. Tiene orientación sur-norte en el extremo oriental, cerca del límite con las provincias de La Pampa (kilómetro 477) y Córdoba (kilómetro 925).
Originalmente este camino formaba parte de la Ruta Nacional 148. Mediante el Decreto Nacional 1595 del año 1979, el tramo al sur del empalme con la Ruta Nacional 188 en el pueblo de Nueva Galia, pasó a jurisdicción provincial. De esta manera se le cambió la denominación a Ruta Provincial 55.
Dicho tramo era un camino de tierra en el momento de la transferencia, por lo que la Provincia lo pavimentó posteriormente.
Por Convenio suscripto el 4 de septiembre de 2001 entre el Ministerio de Infraestructura y Vivienda y el Gobierno de la Provincia de San Luis, se transfirió la Ruta Nacional 148 en el tramo comprendido entre el empalme con la Ruta Nacional 188 y el límite con la Provincia de Córdoba. Dicho camino se sumó a la Ruta Provincial 55.
En diciembre de 2001 el gobierno provincial licitó la construcción de una autovía de 176 km entre Villa Mercedes y Merlo. Luego de 960 días de construcción, la obra fue inaugurada el 10 de agosto de 2007 con el nombre de Autopista de los Comechingones.
El 11 de junio de 2009 comenzaron los trabajos para convertir en autovía el tramo de 256 km entre Villa Mercedes y Arizona, cerca del límite con la Provincia de La Pampa. El 19 de marzo de 2011 autoridades provinciales inauguraron la obra que tuvo un costo de 512 millones de pesos con el nombre de Autopista por la Paz del Mundo.

## Localidades
A lo largo de su recorrido, esta ruta atraviesa unas pocas localidades ubicadas en los tres diferentes departamentos que cruza, y que se detallan a continuación. Aquellas que figuran en itálica, son cabecera del departamento respectivo. Entre paréntesis, figuran los datos de población según censo INDEC 2010. Las localidades con la leyenda s/d hacen referencia a que no se encontraron datos oficiales.
- Departamento Junín: Santa Rosa del Conlara: (5.511).
- Departamento Chacabuco: Concarán: (6.500), Tilisarao (11.398), Naschel (3.543).
- Departamento General Pedernera: San José del Morro (91), Villa Mercedes (111.391).
- Departamento Gobernador Dupuy: Buena Esperanza (2.933), Nueva Galia (1.353).

## Recorrido
A continuación, se presenta un mapa esquemático de las principales intersecciones de esta ruta.
|  | STR |

|  | STR |

| GRZq | STR+GRZq | GRZq |

|  | RM |

|  | RM |

| STRq | MWNODEl |  |

|  | MWNODEr | STRq |

|  | GRENZE |

| lDAMPF |  | SKRZ-GBUE |  |  |

| STRq | MWNODE | STRq |

|  | GRENZE |

|  | MWPETl |

| STRq | MWNODE | STRq |

| lDAMPF |  | SKRZ-GBUE |  |  |

|  | RM |

| GRZq | RM + GRZq | GRZq |

|  | RM |

| exSTRq | MWNODE | STRq |

|  |  | RMTEEaq | STRq | FLUG |

|  | GRENZE |

| lDAMPF |  | RGuq + RM |  |  |

| STRq | RMIaboe | STRq |

| STRq | MWNODEl |  |

|  | MWNODEr | STRq |

| WASSERq | hKRZWae | WASSERq |

| STRq | KRZ | STRq |

| lDAMPF |  | SKRZ-GBUE |  |  |

| WASSERq | WBRÜCKE1 | WASSERq |

|  | STR |

| RAq | RMIdu | RAq |

| HOUSE | STR |  |

| STRq | MWNODE | STRq |

|  | GRENZE |

| STRq | MWNODE | STRq |

| WASSERq | RMoW2 | WASSERq |

|  | RMIao | RMq |

| STRq | RMTEEeq |  |

|  | ABZgl+l + MWPETl | STRq |

|  | RMTEEaq | STRq |

|  | RM |

| GRZq | RM + GRZq | GRZq |

|  | RM |

| exSTRq | RMTEEeq |  |

|  |  | RMTEEaq | STRq | FLUG |

| exSTRq | RMTEEeq |  |

|  | ABZgl+l + MWPETl | STRq |

| exSTRq | RMTEEeq |  |

| STRq | RMTEEeq |  |

|  | ABZgl+l + MWPETl | STRq |

|  | RM |

| GRZq | RM + GRZq | GRZq |

|  | RM |

| STRq | RMTEEeq |  |

|  |  | RMTEEaq | STRq | FLUG |

|  | GRENZE |

|  | RM | HOUSE |

| RMq | RMIdo | STRq |

|  | RM |

|  | RM |

| GRZq | STR+GRZq | GRZq |

|  | STR |

|  | STR |